# Liste des monuments historiques du Pas-de-Calais
Cet article recense les monuments historiques du Pas-de-Calais, en France.

## Statistiques
Au 21 juillet 2025, le Pas-de-Calais compte 717 édifices comportant au moins une protection au titre des monuments historiques, dont 258 sont classés et 470 sont inscrits. Le total des monuments classés et inscrits est supérieur au nombre total de monuments protégés car plusieurs d'entre eux sont à la fois classés et inscrits.
Plusieurs protections distinctes concernent un même monument (ou groupe de monuments) qui s'étend sur plusieurs communes :
- le château de Tramecourt sur Ambricourt, Maisoncelle et Tramecourt
- le château de Conteval sur La Capelle-lès-Boulogne et Pernes-lès-Boulogne
- la mine-image de la fosse n°2 d'Oignies sur Libercourt et Oignies

## Liste
Pour des raisons de taille, la liste est découpée en deux :
- communes débutant de A à H : liste des monuments historiques du Pas-de-Calais (A-H) ;
- communes débutant de I à Z : liste des monuments historiques du Pas-de-Calais (I-Z).